# Edward Newman
Pour les articles homonymes, voir Newman.
Edward Newman est un entomologiste, un  botaniste et un écrivain britannique, né le 13 mai 1801 à Hampstead et mort le 12 juin 1876 à Peckham près de Londres.

## Biographie
Ses parents, des quakers passionnés d’histoire naturelle, l’encouragent dans son intérêt pour le monde naturel. Il quitte l’école de Painswick à seize ans pour rejoindre l’entreprise paternelle de Guildford. Il part à Deptford en 1826 pour prendre une affaire de cordonnerie. Là, il rencontre de nombreux entomologistes dont Edward Doubleday (1810-1849) et participe à la fondation de l’Entomological Club. En 1832, il est élu au poste d’éditeur du journal du club, The Entomological Magazine. L’année suivante, il devient membre de la Société linnéenne de Londres et l’un des fondateurs de la Société entomologique de Londres.
En 1840, Newman se marie et fait paraître la première édition d’A History of British Ferns and Allied Plants. Il devient un associé d’une entreprise d’impression de Londres, Luxford & Co. Il devient imprimeur et fait paraître des livres d’histoire naturelle et de sciences. Il devient l’un des plus importants éditeurs dans ce domaine avec la parution de The Field, de The Entomologist, il est coéditeur de The Zoologist. Parmi ses livres, il faut citer Birds-nesting (1861), New Edition of Montagu's Ornithological Dictionary (1866), Illustrated Natural History of British Moths (1869) et Illustrated Natural History of British Butterflies (1871).
Il définit, dans sa publication de 1834, “Attempted division of British Insects into natural orders”, de nombreuses familles d’insectes et marque une étape importante dans leur classification.

## Source
- Traduction de l'article de langue anglaise de Wikipédia (version du 17 avril 2007).

## Note
1. ↑  parue dans The Entomological Magazine, 2 : 379-431.